# 保守支流

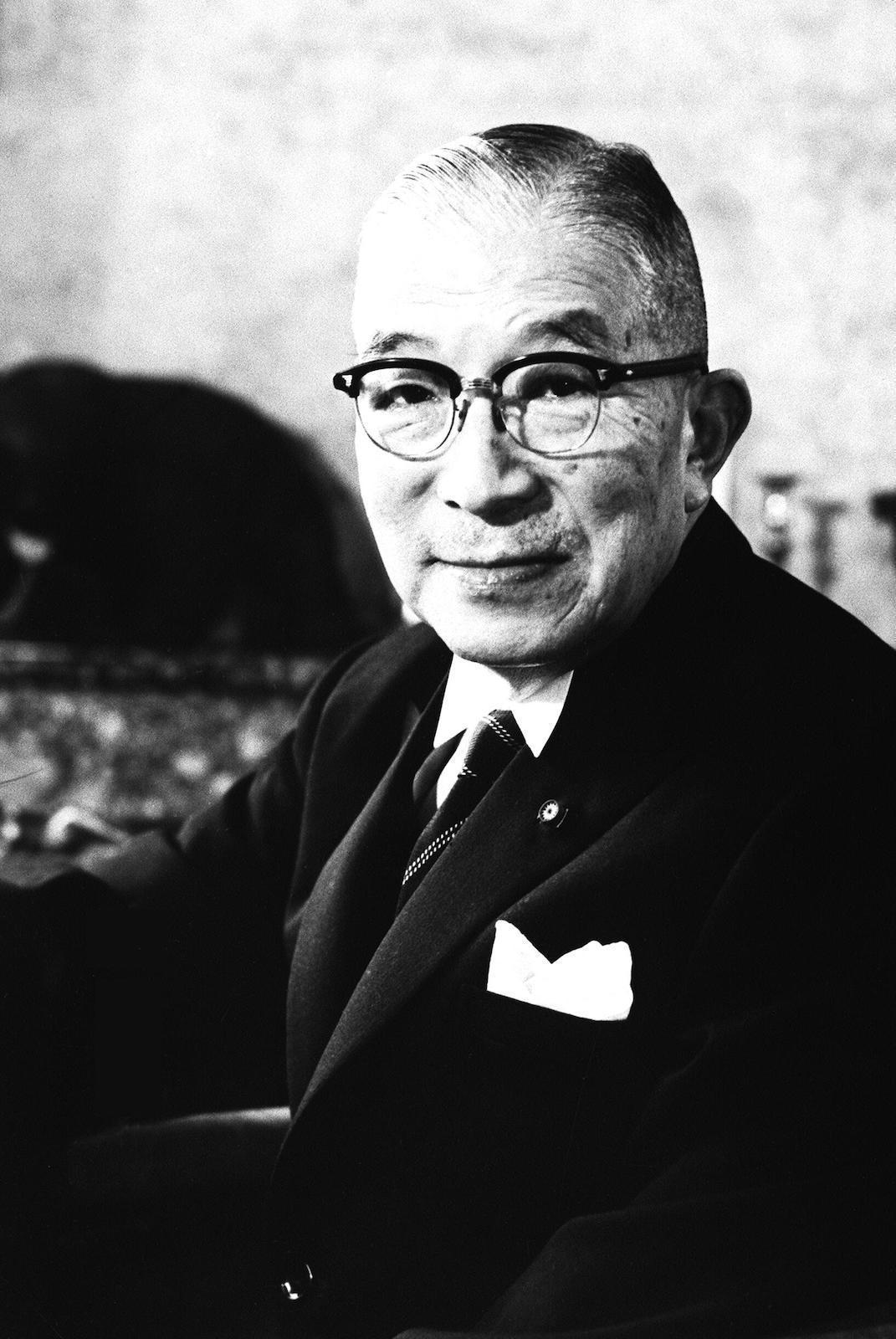
原日本民主党党魁鳩山一郎

保守支流（日语：／）是日本自由民主党中若干派系的统称，与保守主流相对。这一词语见于保守主流各派系和媒体上。

## 简介
自由民主党由原自由党和原民主党于1955年合并而成，史称保守合同，但内部派系仍然纷繁。其中，原民主党的人马组成保守支流，与原自由党人马组成的保守主流（包含宏池会、平成研究会等）相对。
政策上，保守支流主张修改日本《宪法》、重整军备、基于自我努力的社会保障体系等趋势。

## 保守支流派系
- 清和政策研究會（安倍派）
- 近未來政治研究會（森山派）
- 志帥會（二階派）
- 最高日本（日语：さいこう日本）（甘利グループ）